# Esigie
Esigie (également orthographié Oseigie), initialement connu sous le nom d'Osawe, est le fils d'Oba Ozolua, qui règne à la fin du XVe siècle, et de sa seconde épouse, la reine Idia. Il est le seizième oba qui dirige le royaume du Bénin depuis Édo (Benin City) dans l'actuel État d'Edo au Nigeria. Il règne de 1504 à 1550

## Biographie

### Jeunesse et conflit de succession
De son nom de naissance Osawe, il est le second fils d'Oba Ozolua,. 
Après la mort d'Ozolua, Esigie contrôle Benin City, tandis que son frère  aîné Arhuaran contrôle Udo, une ville située à environ 30 kilomètres (20 mi) au nord-ouest, qui est presque égale en taille et en influence,. Selon la tradition de succession, la primogéniture donne priorité à son frère aîné pour succéder au trône, cependant, il est culturellement très influencé par l'éducation qu'il reçoit au Portugal et n'a dès lors pas les faveurs du conseil, de l'armée ou de la population.
Il en résulte un conflit de succession avec Arhuaran, et avec l'aide et le soutien de sa mère Idia, Esigie rassemble l'armée béninoise à Unuame sur la rivière Osse et de là lance une attaque qui renverse Arhuanran. L'une des plus importantes bataille est surnommée Okuo-ukp-Oba (la bataille du sang). Le conflit cesse lorsque Arhuaran se noie dans le lag d'Udo. Esigie devient le seizième oba du Bénin,. Ce conflit provoque la destruction d'Udo et, après ce drame, Esigie décide de supprimer le titre denogie (chef d'Udo) et de n'autoriser que les femmes à régner en tant quIyase sur Udo. Il espère ainsi faire cesser les conflits de succession entre les deux villes.

### Gestion interne

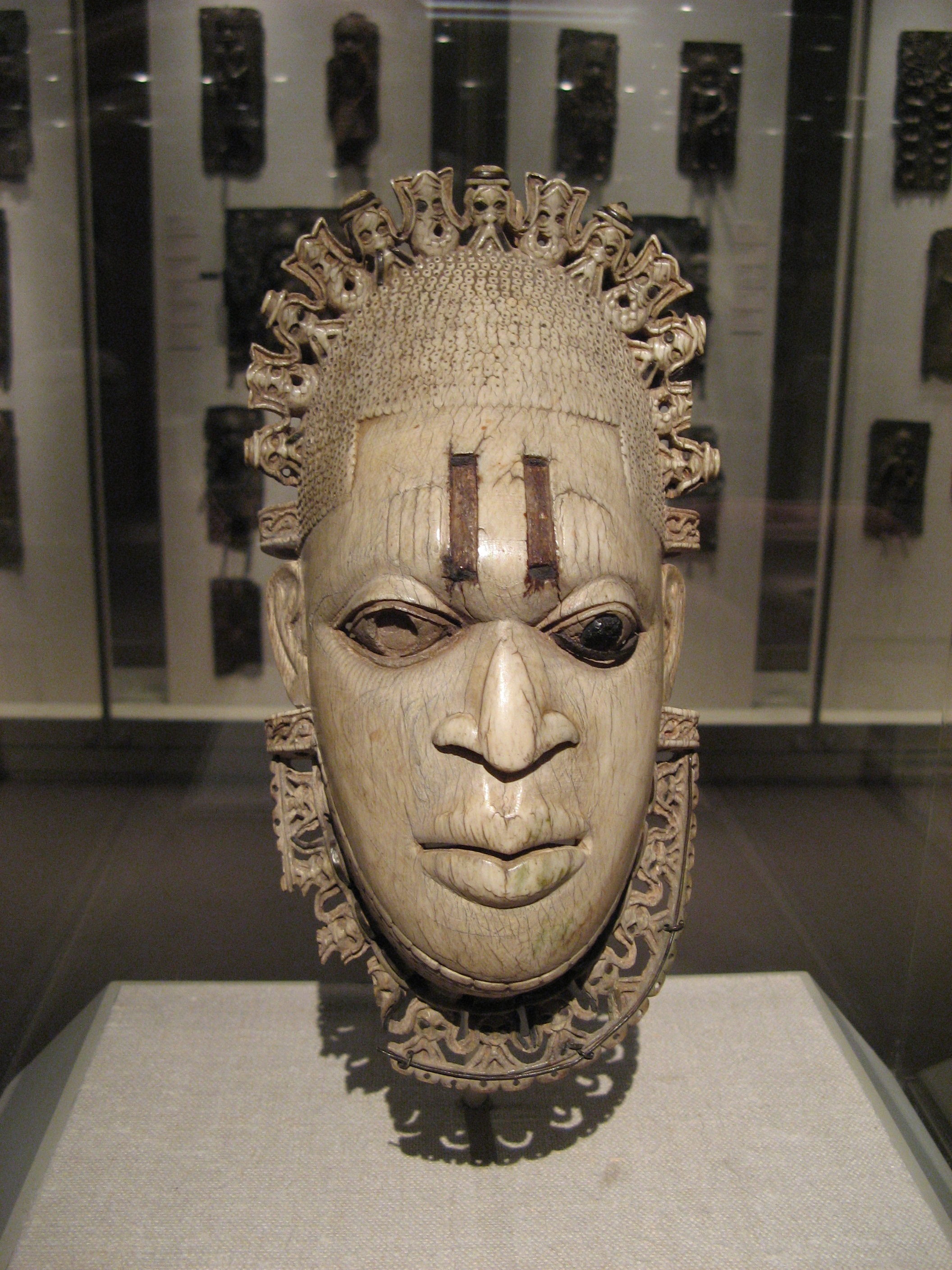
Masque en ivoire à l'effigie d'Esigie réalisé durant son règne. Il le portait comme pendentif à la ceinture.

Après ces premiers conflits liés à la succession, plusieurs États tributaires font sécession. Durant ce conflit, les Igala tentent d'en profiter afin de gagner leur autonomie et se saisir de territoires au sein du royaume. C'est sa mère, Idia, qui dirige cette fois l'armée pour reprendre les territoires perdus. Esigie ressort vainqueur de ces combats et confirment l'hégémonie béninoise sur toute la région et la soumission des États. 
Ce conflit important, nommé Guerre Igalo-béninoise (en), comporte également des enjeux religieux et spirituels car oba Esigie se convertit au Christianisme. La baisse des effectifs pousse également Esigie à refuser temporairement la vente d'esclaves mâles afin de renflouer ses troupes. 
Esigie ordonne une nouvelle loi abolissant le meurtre de la mère du roi, en donnant à Idia le titre d'Iyoba (en) (ou reine mère) et en lui fournissant l'Eguae-Iyoba (Palais de la reine mère) dans le bas Uselu,,. La création de ce nouveau titre royal permet aux femmes et aux reine-mères de gagner en influence au sein du royaume, ainsi que de pouvoir amasser des richesses et du prestige. Privilège jusqu'alors réservé aux hommes. Idia est à l'origine de nombreuses innovations culturelles qui sont encore présentes dans l'histoire culturelle du Bénin ; elle s'est notamment habillée en homme, a marché aux côtés de son fils et a conduit le Bénin à la victoire dans la bataille d'Idah de 1515. À la mort d'Idia, sa protégée et l'épouse d'Esigie, Elaba, allaient soutenir l'Oba jusqu'à sa mort c. 1547,. 
Esigie est également à l'origine de l'instauration de plusieurs rituels religieux et festival commémoratifs servant à perpétuer la tradition orale relative aux anciennes guerres et aux règnes de ses prédécesseurs. Il tente également de diffuser le christianisme mais échoue à en faire la religion d'État. 

### Relations extérieures
Le règne d'Esigie est prospère et lui permet d'étendre les territoires du Bénin au point que l'hégémonie du royaume intègre le Delta du Niger et la côte de Lagos. De plus, les relations avec les Portugais se développent si bien qu'Esigier parle le portugais aisément. Il leur achète des armes et finance des mercenaires portugais afin d'assurer ses victoires contre d'éventuels rivaux. Il existe des bronzes du Bénin remontant à ce règne représentant des soldats portugais et des visiteurs européens.

L'ambassadeur Duarte Pires, dans sa lettre au roi Manuel Ier, témoigne du traitement offert par l'Oba à ses visiteurs : 
« Il nous fait un grand honneur de nous inviter à sa table avec son fils, et aucune partie de sa court ne nous est cachée car toutes les portes sont ouvertes »
À la suite de la conversion de l'Oba, plus de missionnaires sont envoyés et des églises sont construites à Ogbelaka, Idunmwunerie et Akpakpava. Esigie les soutient fermement dans leurs initiatives. Il fait baptiser son fils et l'envoie étudier avec les Portugais, soit à Lisbonne soit au sein de la colonie de Sao Tomé. 

### Mort
Lorsqu'Esigie meurt en 1550, son fils Orhogbua lui succède et règne jusqu'en 1578. Ce dernier commande de nombreux bronzes à l'effigie de son père afin d'immortaliser son règne.

## Postérité
Les œuvres d'art commandées par Esigie sont conservées dans des musées de premier plan, notamment le Metropolitan Museum of Art et le British Museum.